# Cristian Damián Toro Masperó
Cristián Damián Toro Masperó (Buenos Aires, 8 de junio de 1980) es un exfutbolista y actual entrenador de fútbol argentino, reconocido por su  trayectoria en el fútbol femenino de España. 
Comenzó su carrera como jugador juvenil en los clubes argentinos Deportivo Español y Tigre. Como profesional jugó en el Club Atlético San Miguel, Tristán Suárez y el Grupo Universitario. 
El 2011 comenzó su carrera como DT, entrenando al Valencia Femenino de España. 
Actualmente dirige al Valencia Femenino, hasta que finalice la temporada 2024-2025.

## Estudios
Realizó sus estudios de educación física en el Instituto Nacional de Educación Física Dr. Romero Brest, en Buenos Aires. 
Se formó como director técnico en el centro CIFP de Cheste, Valencia, España.

## Trayectoria como jugador
Como jugador de fútbol, fue parte de las juveniles del Deportivo Español (1998-2000) y Club Atlético Tigre (2000-2001).
Su debut como profesional fue en 2001 en el Club Atlético San Miguel, de la segunda división argentina. El año 2002 jugó en el Tristán Suaréz y el 2004 en el Grupo Universitario. Ese mismo año se retiró del fútbol.

### Clubes (como jugador)
- 1998-2000: Deportivo Español (juvenil)
- 2000-2001: Club Atlético Tigre (juvenil)
- 2001-2002: Club Atlético San Miguel
- 2002-2003: Tristán Suárez
- 2004: Grupo Universitario

## Trayectoria como entrenador
Debutó como entrenador en el Valencia Femenino el año 2011, luego de haber sido ayudante del entrenador anterior Xavi Tamarit. Antes de su llegada, el club se ubicaba en la decimosexta posición de la liga, en puestos de descenso. Al finalizar la campaña, Toro logró salvar la categoría. 
Se mantuvo seis temporadas a cargo del Valencia, donde destacan la final de la Copa de la Reina 2015, y el tercer lugar del torneo de Primera División de España 2016-2017, con solo dos derrotas y como conjunto menos goleado con diez tantos recibidos.
En diciembre de 2018 fue oficializado en el Sevilla Femenino, donde nuevamente tuvo la misión de salvar a un equipo del descenso. Al momento de asumir, el cuadro sevillista marchaba colista, con sólo dos victorias en los 13 partidos disputados. Toro nuevamente lograría evitar la relegación, renovando con el Sevilla y manteniéndose otros seis años en el club. 
Actualmente, Toro anunció su salida del Sevilla al finalizar la temporada 2023-2024. 

### Clubes (como entrenador)
- 2011-2018: Valencia Club de Fútbol (femenino)
- 2018-2024: Sevilla Fútbol Club (femenino)

## Estadísticas como entrenador
| Temporada | Posición Liga (1era División Femenina de España) | Copa de la Reina |
| --------- | ------------------------------------------------ | ---------------- |
| 2011-2012 | 14°                                              | No disputó       |
| 2012-2013 | 13°                                              | No disputó       |
| 2013-2014 | 6°                                               | Cuartos de final |
| 2014-2015 | 4°                                               | Final            |
| 2015-2016 | 6°                                               | Semifinales      |
| 2016-2017 | 3°                                               | Semifinales      |

| Temporada | Posición Liga (1era División Femenina de España) | Copa de la Reina |
| --------- | ------------------------------------------------ | ---------------- |
| 2018-2019 | 10°                                              | Semifinales      |
| 2019-2020 | 11°                                              | Semifinales      |
| 2020-2021 | 8°                                               | Cuartos de final |
| 2021-2022 | 8°                                               | Cuartos de final |
| 2022-2023 | 7°                                               | Octavos de final |
| 2023-2024 | En curso                                         | Cuartos de final |